# Giải bóng đá Vô địch Quốc gia 2011
Giải bóng đá Vô địch Quốc gia 2011, có tên chính thức là Giải bóng đá Vô địch Quốc gia Eximbank 2011 hay Eximbank V-League 2011 vì lý do tài trợ, là mùa giải thứ 28 và là mùa giải chuyên nghiệp thứ 11 của Giải bóng đá Vô địch Quốc gia. Đây là mùa giải đầu tiên trong hợp đồng tài trợ 3 mùa giải của Ngân hàng Thương mại cổ phần Xuất nhập khẩu Việt Nam (Eximbank). Giải đấu khởi tranh vào ngày 22 tháng 1 và kết thúc vào ngày 21 tháng 8 năm 2011 với 14 câu lạc bộ tham dự. 
Giải đấu lần này được coi là bước ngoặt khi các câu lạc bộ tham dự phải đạt các tiêu chuẩn chuyên nghiệp về các vấn đề tài chính, cơ sở vật chất sân bãi, chiếu sáng... Đến ngày 31 tháng 7 năm 2011, khi Kienlongbank Kiên Giang chuyển thành câu lạc bộ chuyên nghiệp, Giải hạng Nhất có 10 câu lạc bộ chuyên nghiệp, quyết định số đội hạng chuyên nghiệp xuống hạng là hai và không có trận đấu play-off giành quyền chơi ở hạng chuyên nghiệp năm sau nữa .

## Thay đổi trước mùa giải

### Thay đổi đội bóng
Danh sách đội bóng có sự thay đổi so với mùa giải 2010:
| Thăng hạng từ Giải hạng nhất 2010 - Hà Nội ACB | Xuống hạng Giải hạng nhất 2011 - Megastar Nam Định |

Từ đầu giải, Câu lạc bộ Lam Sơn Thanh Hoá đổi tên thành Câu lạc bộ Thanh Hoá .

## Các đội bóng
| Câu lạc bộ                   | Địa điểm              | Sân nhà                 | Sức chứa | Huấn luyện viên       |
| ---------------------------- | --------------------- | ----------------------- | -------- | --------------------- |
| Becamex Bình Dương           | Thủ Dầu Một           | Sân vận động Gò Đậu     | 18,250   | Đặng Trần Chỉnh       |
| Đồng Tâm Long An             | Tân An                | Sân vận động Long An    | 19,975   | Buketa Ranko          |
| TĐCS Đồng Tháp               | Cao Lãnh              | Sân vận động Cao Lãnh   | 20,000   | Phạm Công Lộc         |
| Hà Nội ACB                   | Hà Nội                | Sân vận động Hàng Đẫy   | 22,500   | Mauricio Luis Giganti |
| Hòa Phát Hà Nội              | Hà Nội                | Sân vận động Hàng Đẫy   | 22,500   | Nguyễn Thành Vinh     |
| Hoàng Anh Gia Lai            | Pleiku                | Sân vận động Pleiku     | 15,000   | Huỳnh Văn Ảnh         |
| Khatoco Khánh Hoà            | Nha Trang             | Sân Nha Trang           | 25,000   | Hoàng Anh Tuấn        |
| Thanh Hóa                    | Thanh Hóa             | Sân vận động Thanh Hóa  | 14,000   | Đàm Văn Hải           |
| Navibank Sài Gòn             | Thành phố Hồ Chí Minh | Sân vận động Thống Nhất | 25,000   | Mai Đức Chung         |
| SHB Đà Nẵng                  | Đà Nẵng               | Sân vận động Chi Lăng   | 30,000   | Lê Huỳnh Đức          |
| Sông Lam Nghệ An             | Vinh                  | Sân vận động Vinh       | 22,000   | Nguyễn Hữu Thắng      |
| Hà Nội T&T                   | Hà Nội                | Sân vận động Hàng Đẫy   | 22,500   | Phan Thanh Hùng       |
| Vicem Hải Phòng              | Hải Phòng             | Sân vận động Lạch Tray  | 28,000   | Nguyễn Đình Hưng      |
| Xi măng The Vissai Ninh Binh | Ninh Bình             | Sân vận động Ninh Bình  | 22,000   | Nguyễn Văn Sỹ         |

Do yêu cầu về sân có chiếu sáng, Câu lạc bộ Đồng Tháp phải chọn sân Long Xuyên (An Giang) làm sân nhà trong những vòng đấu đầu tiên cho đến khi sân Cao Lãnh hoàn thiện dàn đèn chiếu sáng .

### Thành tích
| Câu lạc bộ         | Thành tích giải năm 2011 | Thành tích giải năm 2010 | Năm đầu tiên tại V-League | Số mùa giải tại V-League |
| ------------------ | ------------------------ | ------------------------ | ------------------------- | ------------------------ |
| Sông Lam Nghệ An   | Vô địch                  | Thứ 9                    | 2000                      | 10                       |
| Hà Nội T&T         | Á quân                   | Vô địch                  | 2009                      | 2                        |
| SHB Đà Nẵng        | Hạng 3                   | Thứ 6                    | 2001                      | 9                        |
| Ninh Bình          | Thứ 4                    | Thứ 11                   | 2010                      | 1                        |
| TĐCS Đồng Tháp     | Thứ 5                    | Hạng 3                   | 2000                      | 7                        |
| Becamex Bình Dương | Thứ 6                    | Thứ 8                    | 2004                      | 7                        |
| Navibank Sài Gòn   | Thứ 7                    | Thứ 13                   | 2010                      | 1                        |
| Thanh Hóa          | Thứ 8                    | Thứ 12                   | 2007                      | 4                        |
| Hoàng Anh Gia Lai  | Thứ 9                    | Thứ 7                    | 2003                      | 8                        |
| Khatoco Khánh Hòa  | Thứ 10                   | Thứ 4                    | 2000                      | 6                        |
| Hòa Phát Hà Nội    | Thứ 11                   | Thứ 10                   | 2003                      | 6                        |
| Vicem Hải Phòng    | Thứ 12                   | Á quân                   | 2000                      | 8                        |
| Đồng Tâm Long An   | Thứ 13                   | Thứ 5                    | 2003                      | 8                        |
| Hà Nội ACB         | Thứ 14                   | Vô địch Giải hạng nhất   | 2000                      | 8                        |

### Thay đổi huấn luyện viên
| Đội bóng          | Huấn luyện viên đi    | Ngày rời đi | Hình thức         | Vị trí xếp hạng | Huấn luyện viên đến   | Ngày đến | Ghi chú     |
| ----------------- | --------------------- | ----------- | ----------------- | --------------- | --------------------- | -------- | ----------- |
| Đồng Tâm Long An  | Ricardo Formosinho    |             | Hợp đồng ngắn hạn |                 | Marcelo Javier Zuleta |          | [ 6 ]       |
| Đồng Tâm Long An  | Marcelo Javier Zuleta |             | Sa thải           |                 | Marco Barbosa         |          | [ 6 ]       |
| Đồng Tâm Long An  | Marco Barbosa         |             | Sa thải           |                 | Simon McMenemy        |          | [ 7 ]       |
| Hoàng Anh Gia Lai | Dusit Chalermsan      |             | Từ chức           |                 | Huỳnh Văn Ảnh         |          | [ 8 ] [ 9 ] |
| Bình Dương        | Ricardo Formosinho    |             | Sa thải           |                 | Đặng Trần Chỉnh       |          | [ 10 ]      |
| Đồng Tâm Long An  | Simon McMenemy        |             | Sa thải           |                 | Ranko Buketa          |          | [ 11 ]      |

### Cầu thủ nước ngoài
Mỗi đội được đăng kí 4 cầu thủ nước ngoài nhưng chỉ ra sân cùng lúc tối đa 3 cầu thủ nước ngoài. 
| Câu lạc bộ                   | Cầu thủ 1               | Cầu thủ 2           | Cầu thủ 3               | Cầu thủ 4                 | Cầu thủ nhập tịch                                        | Cầu thủ cũ                                                       |
| ---------------------------- | ----------------------- | ------------------- | ----------------------- | ------------------------- | -------------------------------------------------------- | ---------------------------------------------------------------- |
| Becamex Bình Dương           | Philani                 | Leandro             | Danny van Bakel         | David C. Teles Veloso     | Lee Nguyễn                                               | Joseph Obina Nwafor                                              |
| TĐCS Đồng Tháp               | Samson Kayode           | Felix Gbenga Ajala  | Sunday Chibuike Ibeji   | Adesope Hammed            |                                                          |                                                                  |
| Navibank Sài Gòn             | Vincent Bossou          | François Endene     | Ntambi Kirizestom       | Ochaya Joseph             | Fabio dos Santos Nirut Surasiang                         | Giovanini M. Fabiano Da Cruz D.O. Leandro Jose Emidio de Almeida |
| SHB Đà Nẵng                  | Gaston Merlo            | Kalifa Dembele      | Nicolás Hernández       | Egware E. Eloh            | Rogerio M. Pereira                                       |                                                                  |
| Hà Nội ACB                   | Lucas Cantoro           | Hassan Koeman Sesay | Joël Tchami             | Anggelo Marcial Machuca   | Thierry N'Gale Jiemon Jonathan Quartey                   |                                                                  |
| Vicem Hải Phòng              | Thiago                  | Aniekan Okon        | Anicet Enyenga          | Ruy Netto                 | Đặng Văn Robert                                          | Osamudiamen P.Idehen Mba C.Ukonu                                 |
| Hòa Phát Hà Nội              | Cassiano Paulo Henrique | Timothy Anjembe     | Kisekka Henry           | Aganun Olumuyiwa Olushola | Isaac Kamu Mylyanga Ronald Martin Katsigazi              |                                                                  |
| Hoàng Anh Gia Lai            | Evaldo                  | Dzigba B. Mawusi    | Allan Wanga Wetende     | Kabba Samura              | Sakda Joemdee Marcelo Barbieri                           | Maduabuchi Ejike                                                 |
| Khatoco Khánh Hòa            | Issfu Anssah            | Agostinho           | Mustapha Kobina Essuman | Tesvel Martin Trindade    | Jonathan Quartey                                         |                                                                  |
| Đồng Tâm Long An             | Mrwanda Danny David     | Antonio Carlos      | Abdi Kassim             | Oliveira De Sousa Jose    | Tostao Kwashi                                            | Tshamala A. Kabanga                                              |
| Hà Nội T&T                   | Gonzalo                 | Cristiano Roland    | Cauê Benicio            | Antonio Tavares           |                                                          |                                                                  |
| Sông Lam Nghệ An             | Fagan Andre Diego       | Kavin Bryan         | Edmund O. Ansah         | Hodges Devon Derron       |                                                          |                                                                  |
| Thanh Hóa                    | Pape Omar Faye          | Sunday Emmanuel     | Gilson C. Da Silva      | Jonh Wole                 | Wandwasi Rodgers                                         |                                                                  |
| Xi măng The Vissai Ninh Binh | Gustavo                 | Rodrigo Mota        | Okhuti Ceaser Samson    | Adebowale Ogungbure       | Dio Preye Mykola Oleksandrovych Lytovka Maxwell Eyerakpo | Speranza Giovanni Joseph Laumann                                 |

## Bảng xếp hạng
| VT | Đội                       | ST | T  | H | B  | BT | BB | HS  | Đ  | Kết quả chung cuộc             |
| -- | ------------------------- | -- | -- | - | -- | -- | -- | --- | -- | ------------------------------ |
| 1  | Sông Lam Nghệ An (C, Q)   | 26 | 15 | 4 | 7  | 48 | 29 | +19 | 49 | Tham dự vòng bảng AFC Cup 2012 |
| 2  | Hà Nội T&T                | 26 | 13 | 7 | 6  | 51 | 31 | +20 | 46 |                                |
| 3  | SHB Đà Nẵng               | 26 | 12 | 8 | 6  | 49 | 32 | +17 | 44 |                                |
| 4  | XM The Vissai Ninh Bình   | 26 | 11 | 6 | 9  | 37 | 36 | +1  | 39 |                                |
| 5  | Tập đoàn Cao su Đồng Tháp | 26 | 10 | 7 | 9  | 38 | 44 | −6  | 37 |                                |
| 6  | Becamex Bình Dương        | 26 | 9  | 9 | 8  | 40 | 42 | −2  | 36 |                                |
| 7  | Thanh Hóa                 | 26 | 9  | 7 | 10 | 44 | 41 | +3  | 34 |                                |
| 8  | Navibank Sài Gòn (Q)      | 26 | 9  | 7 | 10 | 37 | 37 | 0   | 34 | Tham dự vòng bảng AFC Cup 2012 |
| 9  | Hoàng Anh Gia Lai         | 26 | 8  | 8 | 10 | 49 | 46 | +3  | 32 |                                |
| 10 | Hoà Phát Hà Nội           | 26 | 9  | 5 | 12 | 38 | 40 | −2  | 32 |                                |
| 11 | Khatoco Khánh Hoà         | 26 | 9  | 5 | 12 | 28 | 34 | −6  | 32 |                                |
| 12 | Vicem Hải Phòng           | 26 | 7  | 9 | 10 | 28 | 40 | −12 | 30 |                                |
| 13 | Đồng Tâm Long An (R)      | 26 | 8  | 6 | 12 | 31 | 44 | −13 | 30 | Xuống thi đấu V.League 2 2012  |
| 14 | Hà Nội ACB (R)            | 26 | 8  | 2 | 16 | 36 | 58 | −22 | 26 | Xuống thi đấu V.League 2 2012  |

1. 1 2  Kết quả đối đầu: Thanh Hóa 2–0 Navibank Sài Gòn, Navibank Sài Gòn 3–1 Thanh Hóa; Thanh Hóa xếp trên nhờ số bàn thắng sân khách đối đầu.
2. ↑  Do Navibank Sài Gòn vô địch Cúp Quốc gia 2011 nên sẽ cùng với đội vô địch là Sông Lam Nghệ An tham dự vòng bảng AFC Cup 2012.
3. 1 2 3  Điểm đối đầu: Hoàng Anh Gia Lai 7, Hoà Phát Hà Nội 5, Khatoco Khánh Hòa 4.
4. 1 2  Kết quả đối đầu: Vicem Hải Phòng 0–0 Đồng Tâm Long An, Đồng Tâm Long An 1–1 Vicem Hải Phòng; Vicem Hải Phòng xếp trên nhờ số bàn thắng sân khách đối đầu.
5. ↑  Hà Nội ACB hợp nhất với Hoà Phát Hà Nội nên vẫn sẽ tiếp tục thi đấu tại V-League 2012 với tên Hà Nội. Đội xuống hạng là đội hình 2 với tên Trẻ Hà Nội.

### Vị trí các đội sau mỗi vòng đấu
| Đội \ Vòng đấu       | 1  | 2  | 3  | 4  | 5  | 6  | 7  | 8  | 9  | 10 | 11 | 12 | 13 | 14 | 15 | 16 | 17 | 18 | 19 | 20 | 21 | 22 | 23 | 24 | 25 | 26 |
| -------------------- | -- | -- | -- | -- | -- | -- | -- | -- | -- | -- | -- | -- | -- | -- | -- | -- | -- | -- | -- | -- | -- | -- | -- | -- | -- | -- |
| Becamex Bình Dương   | 8  | 3  | 9  | 11 | 7  | 6  | 5  | 8  | 9  | 7  | 8  | 8  | 9  | 7  | 9  | 8  | 8  | 6  | 5  | 6  | 6  | 4  | 4  | 4  | 5  | 6  |
| SHB Đà Nẵng          | 2  | 6  | 2  | 1  | 1  | 1  | 3  | 3  | 3  | 2  | 3  | 3  | 2  | 2  | 2  | 2  | 2  | 2  | 2  | 2  | 3  | 3  | 3  | 3  | 3  | 3  |
| Đồng Tâm Long An     | 6  | 12 | 7  | 9  | 13 | 13 | 13 | 13 | 13 | 14 | 13 | 14 | 14 | 14 | 14 | 14 | 14 | 14 | 14 | 14 | 14 | 12 | 13 | 12 | 13 | 13 |
| TĐCS Đồng Tháp       | 9  | 4  | 6  | 4  | 2  | 3  | 1  | 1  | 2  | 3  | 2  | 2  | 3  | 3  | 3  | 4  | 4  | 5  | 6  | 5  | 5  | 6  | 5  | 6  | 7  | 5  |
| Hà Nội ACB           | 14 | 14 | 14 | 14 | 14 | 14 | 14 | 14 | 14 | 13 | 14 | 13 | 13 | 12 | 12 | 13 | 13 | 13 | 11 | 12 | 13 | 11 | 12 | 14 | 14 | 14 |
| Vicem Hải Phòng      | 4  | 9  | 8  | 10 | 10 | 10 | 9  | 10 | 11 | 9  | 11 | 11 | 12 | 13 | 13 | 9  | 11 | 11 | 10 | 11 | 11 | 13 | 10 | 10 | 11 | 12 |
| Hòa Phát Hà Nội      | 11 | 5  | 10 | 6  | 3  | 4  | 8  | 9  | 10 | 12 | 12 | 12 | 10 | 10 | 8  | 11 | 9  | 9  | 12 | 9  | 9  | 10 | 11 | 13 | 12 | 10 |
| Hoàng Anh Gia Lai    | 11 | 13 | 11 | 12 | 9  | 9  | 7  | 4  | 5  | 6  | 7  | 9  | 11 | 9  | 7  | 7  | 6  | 7  | 8  | 7  | 8  | 8  | 7  | 8  | 9  | 9  |
| Khatoco Khánh Hòa    | 13 | 8  | 3  | 2  | 4  | 7  | 10 | 5  | 4  | 4  | 5  | 6  | 6  | 6  | 11 | 12 | 12 | 12 | 13 | 13 | 12 | 14 | 14 | 11 | 10 | 11 |
| Navibank Sài Gòn     | 9  | 11 | 5  | 3  | 5  | 2  | 6  | 6  | 7  | 11 | 9  | 10 | 7  | 8  | 6  | 6  | 7  | 8  | 7  | 8  | 7  | 7  | 8  | 9  | 8  | 8  |
| Sông Lam Nghệ An     | 5  | 2  | 1  | 5  | 6  | 5  | 2  | 2  | 1  | 1  | 1  | 1  | 1  | 1  | 1  | 1  | 1  | 1  | 1  | 1  | 1  | 1  | 1  | 1  | 1  | 1  |
| Hà Nội T&T           | 2  | 1  | 4  | 8  | 11 | 8  | 4  | 7  | 6  | 5  | 4  | 4  | 5  | 5  | 5  | 5  | 5  | 4  | 3  | 3  | 2  | 2  | 2  | 2  | 2  | 2  |
| Thanh Hóa            | 1  | 7  | 12 | 7  | 8  | 11 | 11 | 12 | 12 | 10 | 6  | 5  | 4  | 4  | 4  | 3  | 3  | 3  | 4  | 4  | 4  | 5  | 6  | 5  | 6  | 7  |
| The Vissai Ninh Bình | 7  | 10 | 13 | 13 | 12 | 12 | 12 | 11 | 8  | 8  | 10 | 7  | 8  | 11 | 10 | 10 | 10 | 10 | 9  | 10 | 10 | 9  | 9  | 7  | 4  | 4  |

Cập nhật lần cuối: ngày 21 tháng 8 năm 2011
Nguồn: vff.org.vn VFF

## Lịch thi đấu & kết quả
| Nhà \ Khách[1]     | BBD | SHB | ĐLA | TĐT | ACB | VHP | HPH | HAG | KKH | NSG | SNA | HNT | THH | XTN |
| Becamex Bình Dương |     | 1–1 | 2–1 | 0–0 | 2–0 | 0–1 | 2–1 | 2–2 | 1–3 | 3–1 | 1–4 | 1–1 | 4–3 | 1–1 |
| SHB Đà Nẵng        | 1–1 |     | 2–0 | 2–1 | 3–1 | 3–1 | 2–0 | 2–1 | 1–1 | 2–2 | 3–1 | 1–3 | 0–0 | 2–1 |
| Đồng Tâm Long An   | 1–2 | 0–3 |     | 1–1 | 4–1 | 1–1 | 2–3 | 4–3 | 2–1 | 1–1 | 2–2 | 0–2 | 0–3 | 2–2 |
| TĐCS Đồng Tháp     | 2–0 | 3–2 | 1–2 |     | 3–0 | 2–0 | 3–1 | 1–1 | 2–2 | 0–2 | 3–2 | 3–1 | 2–0 | 2–0 |
| Hà Nội ACB         | 3–3 | 2–1 | 3–1 | 2–0 |     | 5–0 | 3–2 | 1–3 | 1–0 | 2–1 | 2–3 | 1–2 | 2–1 | 2–3 |
| Hải Phòng          | 2–2 | 1–1 | 0–0 | 1–1 | 2–2 |     | 2–1 | 1–1 | 1–0 | 2–0 | 1–0 | 1–3 | 2–1 | 2–3 |
| Hòa Phát Hà Nội    | 2–1 | 2–4 | 0–1 | 1–1 | 2–1 | 1–1 |     | 1–2 | 4–1 | 2–0 | 2–1 | 2–0 | 3–0 | 2–1 |
| Hoàng Anh Gia Lai  | 1–2 | 1–0 | 3–0 | 2–3 | 6–1 | 4–2 | 1–1 |     | 1–0 | 1–1 | 0–1 | 4–1 | 2–2 | 2–3 |
| Khatoco Khánh Hoà  | 0–2 | 2–1 | 1–0 | 4–1 | 1–0 | 0–2 | 1–1 | 2–1 |     | 1–1 | 1–0 | 1–0 | 4–2 | 0–1 |
| Navibank Sài Gòn   | 3–2 | 3–3 | 0–1 | 0–0 | 5–0 | 2–0 | 2–0 | 2–1 | 2–1 |     | 0–1 | 2–4 | 3–1 | 3–0 |
| Sông Lam Nghệ An   | 0–1 | 1–0 | 1–0 | 6–2 | 2–0 | 3–1 | 2–1 | 2–2 | 4–0 | 3–1 |     | 1–1 | 3–0 | 1–0 |
| Hà Nội T&T         | 2–2 | 0–2 | 4–1 | 7–1 | 3–1 | 1–0 | 2–1 | 6–2 | 1–1 | 4–0 | 0–0 |     | 0–0 | 2–1 |
| Thanh Hóa          | 4–1 | 3–3 | 1–2 | 3–0 | 3–0 | 1–1 | 3–1 | 2–2 | 1–0 | 2–0 | 2–3 | 1–0 |     | 3–1 |
| Vissai Ninh Bình   | 2–1 | 0–4 | 1–2 | 2–0 | 2–0 | 2–0 | 1–1 | 3–0 | 1–0 | 0–0 | 3–1 | 1–1 | 2–2 |     |

Nguồn: Eximbank V-League
1 ^ Đội chủ nhà được liệt kê ở cột bên tay trái.
Màu sắc: Xanh = Chủ nhà thắng; Vàng = Hòa; Đỏ = Đội khách thắng.

## Thống kê mùa giải

### Theo cầu thủ

#### Cầu thủ ghi bàn hàng đầu
| Xếp hạng | Tên cầu thủ       | Câu lạc bộ              | Số bàn thắng |
| -------- | ----------------- | ----------------------- | ------------ |
| 1        | Gaston Merlo      | SHB Đà Nẵng             | 22           |
| 2        | Evaldo            | Hoàng Anh Gia Lai       | 20           |
| 3        | Samson Kayode     | TĐCS Đồng Tháp          | 17           |
| 4        | Lucas Cantoro     | Hà Nội ACB              | 16           |
| 4        | Timothy Anjembe   | Hòa Phát Hà Nội         | 16           |
| 5        | Pape Omar Fayé    | Thanh Hóa               | 15           |
| 6        | Gustavo           | XM The Vissai Ninh Bình | 14           |
| 7        | Gonzalo           | Hà Nội T&T              | 12           |
| 8        | Thiago            | Vicem Hải Phòng         | 11           |
| 9        | Leandro           | Bình Dương              | 10           |
| 9        | Lê Công Vinh      | Hà Nội T&T              | 10           |
| 9        | Hoàng Đình Tùng   | Thanh Hóa               | 10           |
| 9        | Fagan Andre Diego | Sông Lam Nghệ An        | 10           |

#### Bàn phản lưới nhà
- Hà Nội ACB: Hassan Sesay (trong trận HN ACB-Hà Nội T&T, vòng 2); Lê Hoàng Phát Thierry (trong trận gặp Hà Nội T&T vòng 16)
- Sông Lam Nghệ An: Nguyễn Thanh Hải (trong trận SLNA- Vicem Hải Phòng, vòng 2); Nguyễn Huy Hoàng (trong trận SLNA – Navibank SG, vòng 23)
- Hoàng Anh Gia Lai: Benjamin M.Dzigba (trong trận HN.ACB- HAGL, vòng 3)
- SHB Đà Nẵng: Egware E.Eloh (trong trận SHB Đà Nẵng – Hà Nội ACB, vòng 5)
- Hòa Phát HN: Phạm Minh Đức (trong trận Hòa Phát HN- Vicem Hải Phòng, vòng 9)
- Khatoco Khánh Hòa: Trần Duy Quang (trong trận Khatoco Khánh Hòa – Vicem Hải Phòng, vòng 15).

### Kỉ lục
- Sau khi Nam Định xuống hạng, Sông Lam Nghệ An là câu lạc bộ duy nhất tham dự đủ cả 11 Giải vô địch quốc gia (từ thời kì chuyên nghiệp)
- Trận thắng đậm nhất: cách biệt 6 bàn
  - Hà Nội T&T thắng TĐCS Đồng Tháp 7–1, vòng 22, ngày 16 tháng 7 năm 2011
- Trận đấu nhiều bàn thắng nhất: 8 bàn
  - Hà Nội T&T thắng Hoàng Anh Gia Lai 6–2, vòng 19, ngày 11 tháng 6 năm 2011
  - Sông Lam Nghệ An thắng TĐCS Đồng Tháp 6–2, vòng 19, ngày 12 tháng 6 năm 2011
  - Hà Nội T&T thắng TĐCS Đồng Tháp 7–1, vòng 22, ngày 16 tháng 7 năm 2011

## Các giải thưởng

### Giải thưởng tháng
| Tháng   | Câu lạc bộ xuất sắc nhất tháng | Huấn luyện viên xuất sắc nhất tháng     | Cầu thủ xuất sắc nhất tháng       | Bàn thắng đẹp nhất tháng               |
| ------- | ------------------------------ | --------------------------------------- | --------------------------------- | -------------------------------------- |
| Tháng 2 | SHB Đà Nẵng                    | Hoàng Anh Tuấn (Khatoco Khánh Hòa)      | Merlo S. Gaston (SHB Đà Nẵng)     | Hoàng Đình Tùng (Thanh Hóa)            |
| Tháng 3 | TĐCS Đồng Tháp                 | Nguyễn Hữu Thắng (Sông Lam Nghệ An)     | Samson Kayode (TĐCS Đồng Tháp)    | Lee Nguyễn (Bình Dương)                |
| Tháng 4 | Sông Lam Nghệ An               | Nguyễn Hữu Thắng (Sông Lam Nghệ An)     | Hoàng Đình Tùng (Thanh Hóa)       | Mrwanda Danny David (Đồng Tâm Long An) |
| Tháng 5 | Sông Lam Nghệ An               | Nguyễn Hữu Thắng (Sông Lam Nghệ An)     | Merlo S. Gaston (SHB Đà Nẵng)     | Philani (Becamex Bình Dương)           |
| Tháng 6 | Becamex Bình Dương             | Phan Thanh Hùng (Hà Nội T&T)            | Lê Công Vinh (Hà Nội T&T)         | Nguyễn Tăng Tuấn (Hoàng Anh Gia Lai)   |
| Tháng 7 | Hà Nội T&T                     | Phan Thanh Hùng (Hà Nội T&T)            | Gustavo (XM The Vissai Ninh Bình) | Lê Công Vinh (Hà Nội T&T)              |
| Tháng 8 | Sông Lam Nghệ An               | Nguyễn Văn Sỹ (XM The Vissai Ninh Bình) | Merlo S. Gaston (SHB Đà Nẵng)     | Abdi Kassim (Đồng Tâm Long An)         |

### Giải thưởng chung cuộc
- Vua phá lưới: Merlo S. Gaston (SHB Đà Nẵng) – 22 bàn
- Huấn luyện viên xuất sắc nhất: Nguyễn Hữu Thắng (Sông Lam Nghệ An)
- Hội cổ động viên tốt nhất: Hội Cổ động viên CLB Sông Lam Nghệ An
- Giải phong cách: Hoàng Anh Gia Lai

| Giải bóng đá Vô địch Quốc gia 2011 Nhà vô địch |
| ---------------------------------------------- |
| Sông Lam Nghệ An Lần thứ ba                    |

## Sự việc xoay quanh giải đấu

### Hòa Phát Hà Nộibị giải thể
Sau giải đấu, do quá thất vọng về công tác trọng tài nói riêng, đỉnh điểm là trận đấu bị trọng tài Trần Công Trọng xử ép thua Hải Phòng 1-2 ở vòng 23, cũng như công tác tổ chức nói chung của giải đấu, tập đoàn Hòa Phát tuyên bố không tài trợ cho đội bóng Hòa Phát Hà Nội nữa. Điều này đồng nghĩa với việc Hoà Phát Hà Nội bị xoá tên. Câu lạc bộ sẽ bị sáp nhập với Hà Nội ACB. Do Hà Nội ACB đã bị xuống hạng, họ sẽ lấy lại suất của Hoà Phát Hà Nội để tham dự V-League mùa giải 2012.

### Chỉ trích tại lễ tổng kết mùa giải
Tại buổi lễ tổng kết giải được tổ chức vào ngày 8 tháng 9, sau những bản báo cáo, bản tổng kết của ban tổ chức được coi là "vô thưởng vô phạt", "năm nào cũng như năm nào", chủ tịch câu lạc bộ Hà Nội ACB Nguyễn Đức Kiên đã lên phát biểu, nêu ra những thực trạng của bóng đá Việt Nam nói chung và giải đấu nói riêng, bày tỏ những bức xúc của mình. Ông tuyên bố: "Các anh [Ban tổ chức] nghĩ chúng tôi là trẻ con lớp 1, lớp 2 hay sao mà đưa ra một bản tổng kết như vậy". Ông cho rằng Báo cáo của Ban tổ chức 10 năm không có thay đổi gì. Bản quyền truyền hình Liên đoàn bóng đá ký với thời hạn lên tới 20 năm mà không thông qua trước các câu lạc bộ. Về vấn đề trọng tài, ông Kiên nhận xét: "Trọng tài giờ tiêu cực hơn, tinh vi hơn, thủ đoạn hơn mùa giải 2005 rất nhiều". Liên đoàn bóng đá thì bao che, "VFF hiện nay bao cấp hơn mọi thời kỳ bao cấp khác. bộ máy phình to, chức năng, nhiệm vụ nói là rõ ràng lắm nhưng chẳng ai làm đúng và đủ chức năng của mình". Ông cho rằng cần có sự thay đổi tận gốc "từ quy chế, đến tổ chức vận hành CLB và cả những điều nhỏ nhất"..
Tiếp lời "bầu" Kiên, Phó chủ tịch Liên đoàn bóng đá (VFF) Lê Hùng Dũng thừa nhận công tác chỉ đạo kém. Ông cũng rất bức xúc về trọng tài. Ông đề nghị phải cải tổ mạnh mẽ Hội đồng trọng tài quốc gia. Ông cho rằng nếu ban tổ chức không cải tổ, thay đổi các vấn đề tồn tại thì Ngân hàng Eximbank sẽ rút lui, không tài trợ cho V-League mùa giải 2012 nữa. Vấn đề cần cải tổ trước tiên chính là công tác trọng tài . Cá nhân ông cho rằng cần phải thay trưởng ban tổ chức giải Dương Nghiệp Khôi và Chủ tịch hội đồng trọng tài Nguyễn Văn Mùi, hai ông này nên nghỉ.
Để đáp lời "bầu" Kiên, sau cuộc họp ban chấp hành VFF vào hôm sau, Phó chủ tịch VFF Nguyễn Lân Trung khẳng định VFF sẽ làm rõ biểu hiện tiêu cực được nhắc đến. Trong số những tuyên bố gây "sốc" mà ông Kiên đưa ra, thông tin Hòa Phát Hà Nội từng được đặt vấn đề chi 500 triệu cho trọng tài ngay trước trận đấu vòng 25, ông Trung khẳng định đã đề nghị cơ quan chức năng làm rõ. Liên quan đến những phát biểu về việc có 6-7 câu lạc bộ muốn rút lui khỏi giải V-League, ông Trung cho rằng đó chỉ là ý kiến của cá nhân ông Kiên, không đại diện cho các đội bóng. Ngoài ra, Ban chấp hành chưa bàn đến vấn đề nhân sự . Dưới tác động những phát biểu của ông Kiên, hai trọng tài Trần Công Trọng và Nguyễn Văn Quyết, thay vì bị treo còi một mùa giải, đã bị lãnh đạo VFF treo còi vĩnh viễn.